# 궤도겹침행렬
궤도겹침행렬(Orbital overlap matrix, 오버랩 행렬 또는 중첩 메트릭스) 은 분자 전자 구조 계산에 사용되는 원자 궤도 바탕 함수 집합과 같은 양자 시스템의 기저 벡터 집합의 상호 관계를 설명하기 위해 양자 화학에서 사용되는 정사각 행렬이다. 특히, 벡터가 서로 직교 하면, 중첩 매트릭스는 대각선이 될 것이다. 또한, 기저 벡터가 직교 정규 집합을 형성한다면, 중첩 메트릭스는 항등행렬이 될 것이다. 중첩 메트릭스는 항상 n × n이며, 여기서 n 은 사용된 기저 함수의 수이다. 이것은 일종의 그람 행렬이다.
일반적으로 각 중첩 매트릭스 원소들은 중첩 적분으로 정의된다.
{\displaystyle \mathbf {S} _{jk}=\left\langle b_{j}|b_{k}\right\rangle =\int \Psi _{j}^{*}\Psi _{k}\,d\tau }
{\displaystyle \left|b_{j}\right\rangle } j 번째 기저 켓 (벡터) 이고 ,
{\displaystyle \Psi _{j}}은 다음과 같이 정의된 j 번째 파동 함수이다.
{\displaystyle \Psi _{j}(x)=\left\langle x|b_{j}\right\rangle }

특히, 집합이 정규화되었지만 (반드시 직교가 아님) 대각 성분은 동일하게 1 이 될 것이고 비 대각 성분(off-diagonal elements)의 크기는 기저에 선형의존성이있는 경우에만 등호가 1보다 작거나 같을것이다 코시-슈바르츠 부등식에 따라 정한다. 게다가, 행렬은 항상 양적 정부호행렬이다. 즉, 고윳값은 모두 엄밀하게 양적이다.

## 같이 보기
- 공분산행렬
- 그람 행렬